# Naruto: Uzumaki Chronicles
Naruto: Uzumaki Chronicles (うずまき忍伝 Uzumaki Ninden?) es un videojuego de acción, aventuras y rol de PlayStation 2 basado en el manga y anime de Naruto. Ha resultado ser una revolución en Japón, ya que, todos los anteriores juegos de esta franquicia, habían sido de lucha. Salió el 18 de agosto de 2005 en Japón. En 2007 se lanzó la secuela del juego, Naruto: Uzumaki Chronicles 2, conocido en Japón como Naruto: Konoha Spirits (NARUTO -ナルト- 木ノ葉スピリッツ?).

## Desarrollo del juego
El juego tiene una trama que no influye para nada en el manga ni en el anime. Trata de hacer misiones por rangos (D,C,B,A) e ir completándolas. Tan solo las misiones que son parte importante de la historia del juego son las que se han de completar con éxito. En algunas misiones puedes llevar compañeros y así poder usarlos durante un pequeño periodo de tiempo para que te ayuden. Ellos no pueden morir ni tampoco pierden vida. Cada uno tiene dos habilidades especiales. En algunas misiones hay como una especie de jefe final, como son Gaara, por dos veces, Kabuto, tres veces y Orochimaru, en el final.
Según matar enemigos, cae experiencia al suelo, que se ha de coger, para poder comprar habilidad o punto de vida o puntos de chakra para el personaje, Naruto. También, dejan caer armas, que después puedes cambiar por otras armas o comida para recuperar vida o chakra.

## Argumento
Empiezas realizando misiones sin importancia, pero poco a poco, vas viendo que están ocurriendo cosas raras. Hay una aldea desierta, encuentras un laboratorio y te atacan ninjas de la Villa Oculta del Sonido. Detrás de todo se encuentra Orochimaru, quien realiza experimentos con la gente, ayudado por Kabuto.

## Personajes controlables
- Naruto Uzumaki
- Shikamaru Nara
- Chōji Akimichi
- Sasuke Uchiha
- Neji Hyuga
- Kakashi Hatake(una vez terminado el juego por primera vez)
- Gaara del desierto(una vez terminado el juego por primera vez)
- Zabuza Momochi(una vez terminado el juego por segunda vez)

## Cambios realizados en el juego
La historia fue retocada y algunos personajes cambiados por BandaiNamco America, ya que allí, todavía no habían emitido capítulos en los que salían estas cosas:
- Tsunade fue reemplaza por un sitio vacío en la sala de escoger misión.
- Kisame fue reemplazado por Kabuto.[1]
- Itachi fue eliminado.
- El clon malo de Naruto fue suprimido y reemplazado por Orochimaru en el final.
- La historia original cambió todas las referencias a Itachi, Kisame y Tsunade.
- El Rasengan fue renombrado como "Power Strike"
- La batalla contra el Shukaku de Gaara fue eliminada.
- Shikamaru todavía no es promovido a Chunin.
- Gaara va vestido con las ropas que usó en el examen de Chunin.

## Doblaje(inglés)
- Maile Flanagan es Naruto Uzumaki.
- Yuri Lowenthal es Sasuke Uchiha, Ninja Prisoner.
- Kate Higgins es Sakura Haruno.
- Dave Wittenberg es Kakashi Hatake.
- Quinton Flynn es Iruka Umino, Prisoner Comrade #2.
- Colleen O'Shaughnessey es Konohamaru.
- Steve Staley es Neji Hyuga.
- Tom Gibis es Shikamaru Nara.
- Robbie Rist es Chōji Akimichi.
- Liam O'Brien es Gaara.
- Henry Dittman es Kabuto Yakushi.
- Steven Jay Blum es Orochimaru.
- Kirk Thornton es Ninjas del Sonido.
- Brian Donovan es Rock Lee.

## Naruto: Uzumaki Chronicles 2
En esta secuela, la Aldea de Konoha se verá atacada por el clan Shirogane y su poderosa armada de marionetas reanimadas. Este juego fue Lanzado en Argentina, Brasil y Venezuela el 12 de enero de 2008. Es la versión avanzada de Naruto Uzumaki Chronicles, contiene nuevas funciones e incluye el modo juego "versus".

### Argumento
Todo comienza cuando Naruto se entera mediante Kankuro que un grupo de extrañas marionetas atacan a algunos aldeanos de La Aldea Oculta de la Arena. Naruto regresa a su aldea pero en el camino se enfrenta a algunas marionetas.
Luego Naruto, Sakura y Kakashi son enviados por Tsunade a una aldea cercana a Konoha que se encuentra en llamas, a la cual logran salvar. Después de la misión, Naruto y Shikamaru se dirigen en busca de Kankuro para conseguir más información de estas extrañas marionetas, pero al encontrar a Kankuro, descubren que este es un impostor y los ataca.
Una vez que derrotan al falso Kankuro descubren que era una marioneta transformada, acto seguido aparece el verdadero Kankuro quien les revela que el que está detrás de estos ataques es el Clan Shirogane, un antiguo clan de la Aldea Oculta de la Arena que se caracterizaba por su uso de marionetas. 
Kankuro revela que el Clan Shirogane ha robado una orbe espiritual, de un total de 4. Naruto y Shikamaru regresan a Konoha junto con Kankuro y le entregan la información a Tsunade, la cual los envía a recuperar la orbe. Finalmente al encontrar la orbe luego de derrotar a un gran número de marionetas, Naruto trata de destruirla usando el Rasengan pero la orbe absorbe el Chakra y desaparece.
Deciden volver a buscar el orbe que es hallado en la Aldea Oculta de la Arena, cuando es encontrado son atacados por el Clan Shirogane. Tras derrotarlos, reciben un mensaje del clan Shirogane el cual dice que si dan el orbe dejarán de atacar la aldea. Tsunade decide mandar a Naruto, Kakashi y Gai para emboscar al enemigo, que termina muriendo con su marioneta llevando el orbe, Gai y Lee van tras la marioneta mientras Naruto habla con Tsunade, que le dice que el orbe que perdieron era falso y el original aún sigue en la Aldea Oculta de la Arena.
Naruto y Sakura son enviados a ir por el orbe a lo cual Sakura se había adelantado, cuando llega Naruto a la aldea se encuentra con Gaara y aparecen Kankuro y Sakura, entonces van a ver el orbe cuando repentinamente son atacados por el clan Shirogane, Naruto y Kankuro van a dar el contraataque y al volver aparecen peleando Gaara y Sakura. Sakura comienza a acusar a Gaara de atacarla a lo que Gaara afirma diciendo que si la atacó pero fue porque ella era una impostora, resultando ser uno de los tres del Shirogane, que muere con un papel bomba que destruye todo el castillo.
Tsunade recibe un mensaje de Sakura a lo cual Naruto va y encuentra a Kakashi, ellos dos encuentran a Sakura en una máquina que le absorbió todo el chakra, Naruto decide cambiar su vida por la de Sakura a lo cual el último de los 3 del Shirogane accede, llegando a completar los preparativos para la ceremonia de resurrección para revivir al maestro de las marionetas. Kakashi con su Chidori llega a matarlo pero el maestro de las marionetas posee a Naruto, cuando Naruto es vencido y sacan al maestro de las marionetas el último de los 3 del Shirogane completa la ceremonia, resultando que el maestro de las marionetas era una marioneta viviente capaz de destruir las 5 naciones, Naruto logra vencerlo cuando Neji con su Byakugan descubre el chakra de Kyūbi en el hombro de la marioneta a lo cual Naruto se fusiona con el resto del chakra y destruye a la marioneta desde adentro.
Finalmente Naruto le muestra a Sakura cinco esferas pequeñas que resultan ser la forma original de los orbes y las tira en un desierto.

### Personajes
- Naruto Uzumaki
- Sasuke Uchiha
- Kakashi Hatake
- Neji Hyuga
- Shikamaru Nara
- Gaara del desierto
- Chōji Akimichi

También esta naruto con el manto del zorro de las 9 colas con una cola liberada, solo en el modo historia y misiones(te transformas siendo naruto)

#### Nuevos
- Itachi Uchiha
- Kisame Hoshigaki
- Rock Lee
- Might Guy
- Kankurō
- Sakura Haruno
- Kakashi Gaiden

### Nuevos Modos
- Batalla (versus)
- Supervivencia (exclusivo después de ganar el primer nivel)
- Misiones
- Modo de Guardado
- Modo Opcional
- Modo Insertar Chips
- Tienda
- Se agreguen un mayor número de nivel que su predecesora
- Kakashi Saga (exclusiva si pasas todas las Misiones, incluyendo las de Rango S)
- Modo Historia